# Descendants 3 – Die Nachkommen
Descendants 3 – Die Nachkommen, kurz Descendants 3, ist ein US-amerikanischer Fernsehfilm von Kenny Ortega aus dem Jahr 2019. Er ist die Fortsetzung der Filme Descendants – Die Nachkommen (2015) und Descendants 2 – Die Nachkommen (2017). Die Hauptrollen in dem Disney Channel Original Movie haben erneut Dove Cameron (Mal), Sofia Carson (Evie), Booboo Stewart (Jay), Cameron Boyce (Carlos), Mitchell Hope (Ben) und China Anne McClain (Uma) inne. Die Erstausstrahlung des Filmes fand am 2. August 2019 auf dem Disney Channel statt. Die deutsche Erstausstrahlung fand am 13. März 2020 auf dem Disney Channel statt.

## Handlung
Mal, Evie, Jay und Carlos besuchen die Insel der Verlorenen, um vier neue Schurkenkinder (VKs) auszuwählen, die nach Auradon gebracht werden sollen. Sie wählen Dizzy, Tochter von Drizella und Enkelin von Lady Tremaine, Celia, Tochter von Dr. Facilier, sowie Squeaky und Squirmy, die Zwillingssöhne von Herrn Smee. An dem Tag, an dem die Kinder abgeholt werden sollen, macht Ben, Mals Freund und König von Auradon, ihr einen Heiratsantrag. Sie akzeptiert; Bens Ex-Freundin Audrey brodelt vor Eifersucht, und ihre Großmutter Königin Leah ermahnt sie, dass sie es versäumt hat, das Familienvermächtnis durch die Heirat mit Ben zu sichern.
Als die Barriere für die neuen VKs geöffnet wird, versucht Hades, der Gott der Unterwelt, zu entkommen, doch Mal schlägt ihn in ihrer Drachengestalt zurück. In dieser Nacht, unfähig, ihre Eifersucht auf Mal zu zügeln, stiehlt Audrey dem Museum für Kulturgeschichte die Königinnenkrone und das Zepter von Maleficent. Der Diebstahl und der Fluchtversuch des Hades versetzt die Bürger in Panik. Mal beschließt als zukünftige Königin, dass der beste Weg, die Untertanen zu schützen und den Frieden wiederherzustellen, darin besteht, die Barriere dauerhaft zu schließen, was bedeutet, dass weder neue VKs kommen noch jemand die Insel betreten kann.
Audrey greift Mal mit dem Zepter von Maleficent an und verwandelt sie in eine alte Hexe. Mal und die anderen VKs gehen auf die Insel, um den Stein des Hades zu holen, das einzige Ding, das stark genug ist, um den Fluch des Zepters zu brechen. Durch die Unterdrückung der bösen Magie auf der Insel wird Mal beim Betreten der Insel wiederhergestellt. Celia bringt Mal in die Höhle des Hades, aber er vereitelt ihre Bemühungen, die Glut zu stehlen. Er entpuppt sich als der abwesende Vater von Mal und gibt ihr widerwillig den Stein, mit der Warnung, dass dieser nicht nass werden darf und ihr nicht seine volle Macht zeigen wird. Beim Verlassen der Insel werden Mal und die anderen von Uma, Gil und Harry aufgehalten, die Mel den Stein abnehmen; sie erklären sich bereit zu helfen, nachdem Mal sich bereit erklärt hat, alle Kinder von der Insel freizulassen.
In Auradon greift Audrey die Geburtstagsfeier von Jane mit einem Schlaffluch an; Chad stellt sich unterwürfig auf Audrey ein, während Jane in den Verzauberten See flieht. Als das gesamte Königreich in Audreys Bann gerät, bietet sie an, ihn rückgängig zu machen, wenn Ben sie heiraten will; er weigert sich, also verwandelt sie ihn in eine Bestie und beginnt, Menschen in Stein zu verwandeln. Mal und Uma, die um die Führung der VKs wetteifern, kehren mit ihren Freunden nach Auradon zurück. Trotz ihres Zankens besiegen sie Rüstungen, die von Audrey animiert wurden, und kehren mit ihren Freunden nach Auradon zurück. Uma findet Audreys Tagebuch und erfährt, dass sie Zeit in Fairy Cottage verbringt, ein Beitrag, für den Mal ihr dankt. Evie, die nervös ist, ihre Gefühle für Doug zu definieren, weckt ihn mit einem "Kuss der wahren Liebe". Carlos beruhigt Ben in Tiergestalt, bis Jane ihn mit Seewasser wiederherstellt. Während Mal und Uma aufeinander zu tauen beginnen, hält Audrey sie in Evies Haus gefangen; sie machen Audreys Zauber rückgängig, indem sie ihre Magie kombinieren, und sie kommen dort alle wieder zusammen.
In der Feenhütte finden sie nur Chad vor. Als Mal zugibt, dass sie vorhat, die Insel dauerhaft abzuriegeln, implodiert die Gruppe, und Celia, die erfährt, dass sie ihren Vater nie wieder sehen kann, wirft den Stein in ein Vogelbad, und Uma und Harry verschwinden. Nachdem Evie Mal erzählt hat, wie sehr sie sich darüber aufregt, dass sie sie und ihre Freunde belogen hat, werden sie alle, außer Mal, plötzlich zu Stein verwandelt. Audrey nimmt Celia als Geisel und greift Mal an, die sich in ihre Drachengestalt verwandelt. Als Uma erkennt, dass sie Mals einzige Hoffnung ist, kombiniert sie ihre Magie, um den Stein wieder zu entfachen; Mal besiegt Audrey, die ins Koma fällt, und die Flüche werden aufgehoben. Der Stein könnte Audrey wiederbeleben, aber nur in den Händen des Hades; Ben willigt ein, nach ihm zu schicken, während Uma, Harry, Gil und Celia planen, auf die Insel zurückzukehren. Mal entschuldigt sich für die Lüge; ihre Freunde und ehemaligen Rivalen verzeihen ihr, da sie verstanden haben, dass sie nur versucht hat, das Richtige zu tun. Hades kommt an und belebt Audrey wieder, aber er lehnt die Doppelmoral ab, mit der Audrey sofort vergeben wird, weil sie nicht als Bösewicht gilt. Mal und Ben entschuldigen sich bei Audrey; als Antwort darauf entschuldigen sich Audrey und Königin Leah bei Mal.
Mal verkündet, dass sie nicht die Königin von Auradon sein kann, es sei denn, sie kann auch die Königin der Insel sein, weil jeder in der Lage ist, gut und böse zu sein. Mit der Zustimmung von Ben und der guten Fee beseitigt Mal die Barriere und schafft eine Brücke, und die Menschen der neu fusionierten Gesellschaft feiern. Außerdem werden Jane und Carlos ein Paar, Mal und Ben verloben sich, und Audrey hat Augen für Harry (nachdem Uma ihn abgewiesen hat).
In der Szene im Abspann sieht man Mal, Evie, Jay und Carlos, wie sie auf die Insel der Verlorenen schauen und dann über die Brücke zu ihren Eltern rasen.

## Produktion und Hintergrund
Am 16. Februar 2018 kündigte der Disney Channel während der Ausstrahlung des Disney Channel Original Movies Zombies mit einem Teaser-Trailer die Fortsetzung Descendants 3 – Die Nachkommen an. Die Regie und Cheografie übernimmt erneut Kenny Ortega. Das Drehbuch stammt wie bei den beiden Vorgängerfilmen von Josann McGibbon und Sara Parriott. Mark Hofeling und Kara Saun kehren als Produktionsdesigner bzw. Kostümdesigner für die Fortsetzung zurück.
Mit der Bekanntgabe der Fortsetzung wurde auch die Rückkehr von Dove Cameron, Sofia Carson, Cameron Boyce, Booboo Stewart, Mitchell Hope und China Anne McClain bestätigt. Am 20. April 2018 wurde die Rückkehr von Sarah Jeffery, Thomas Doherty und Dylan Playfair bekannt gegeben. Am 22. Mai 2018 wurde Cheyenne Jackson für die Rolle des Hades gecastet. Zusätzlich zur Rolle des Dr. Facilier dient Jamal Sims zusammen mit Ortega auch als Choreograph des Filmes.
Die Proben und Voraufnahmen zum Film begannen am 23. April 2018 in Vancouver. Die Dreharbeiten fanden zwischen dem 25. Mai und dem 18. Juli 2018 statt.
Am 28. September 2018 wurde ein 10-minütiges Special Unter dem Meer: Eine Descendants Story (Under the Sea: A Descendants Short Story) auf dem Sender ausgestrahlt, der zwischen dem zweiten und dem dritten Teil spielt. In Deutschland, Österreich und der Schweiz erschien sie erstmals auf Disney+.
Am 22. Juli 2019 hätte es eine große Filmpremiere geben sollen. Diese wurde nach dem Tod von Cameron Boyce abgesagt. Disney teilte anschließend mit, dass der Film Cameron Boyce gewidmet wird.

## Besetzung
Die deutsche Synchronisation entstand nach dem Dialogbuch von Tanja Frank sowie unter der Dialogregie von Marina Köhler und Tanja Frank durch die Synchronfirma SDI Media Germany in München.
| Rolle           | Darsteller              | Synchronsprecher/in  | Bemerkung                                                  |
| --------------- | ----------------------- | -------------------- | ---------------------------------------------------------- |
| Mal             | Dove Cameron            | Maresa Sedlmeir      | Tochter von Maleficent und Hades                           |
| Evie            | Sofia Carson            | Jodie Blank          | Tochter der Bösen Königin Grimhilde                        |
| Carlos De Vil   | Cameron Boyce           | Simon Dirks          | Sohn von Cruella de Vil                                    |
| Jay             | Booboo Stewart          | Maximilian Belle     | Sohn von Jafar                                             |
| König Ben       | Mitchell Hope           | Felix Mayer          | Sohn von Belle und dem Biest                               |
| Uma             | China Anne McClain      | Malika Bayerwaltes   | Tochter von Ursula                                         |
| Harry Hook      | Thomas Doherty          | Till Völger          | Sohn von Captain Hook                                      |
| Jane            | Brenna D’Amico          | Regina Beckhaus      | Tochter der Guten Fee                                      |
| Chad Charming   | Jedidiah Goodacre       | Max Felder           | Sohn von Cinderella und König Charming                     |
| Audrey          | Sarah Jeffery           | Gabrielle Pietermann | Tochter von Aurora und Phillip, Enkelin von Königin Leah   |
| Doug            | Zachary Gibson          | Patrick Roche        | Sohn vom Zwerg Dopey                                       |
| Gil             | Dylan Playfair          | Leonard Hohm         | Sohn von Gaston                                            |
| Dizzy Tremaine  | Anna Cathcart           | Laura Jenni          | Tochter von Drizella Tremaine, Enkelin von Gräfin Tremaine |
| Celia           | Jadah Marie             | Jana Tausendfreund   | Tochter von Dr. Facilier                                   |
| Hades           | Cheyenne Jackson        | Jaron Löwenberg      | Antagonist aus Hercules                                    |
| Gute Fee        | Melanie Paxson          | Daniela Reidies      | Die Gute Fee aus Cinderella                                |
| Belle           | Keegan Connor Tracy     | Melanie Manstein     | Protagonistin aus Die Schöne und das Biest                 |
| Biest           | Dan Payne               | Markus Pfeiffer      | Protagonist aus Die Schöne und das Biest                   |
| Dr. Facilier    | Jamal Sims              |                      | Antagonist aus Küss den Frosch                             |
| Dude            | Bobby Moynihan (Stimme) | Pascal Fligg         | Carlos’ Hund, zum Sprechen erweckt in Descendants 2        |
| Königin Leah    | Judith Maxie            | Christina Hoeltel    | Protagonistin aus Dornröschen                              |
| Squeaky         | Christian Convery       |                      | Einer der Zwillingssöhne von Mr. Smee                      |
| Squirmy         | Luke Roessler           |                      | Einer der Zwillingssöhne von Mr. Smee                      |
| Gräfin Tremaine | Linda Ko                |                      | Antagonistin aus Cinderella                                |
| Mr. Smee        | Faustino Di Buda        |                      | Antagonist aus Peter Pan                                   |

## Veröffentlichung
Die Erstausstrahlung auf dem US-amerikanischen Sender Disney Channel am 2. August 2019 verfolgten 4,59 Millionen Zuschauer. Damit erreichte Descendants 3 – Die Nachkommen die höchste Zuschauerzahl eines Disney Channel Original Movies im Jahr 2019 und die höchste Zuschauerzahl des Disney Channels seit Descendants 2 – Die Nachkommen. Innerhalb der ersten drei Tagen nach der Erstausstrahlung wurde der Film ungefähr 8,43 Millionen Mal gesehen. Die DVD-Veröffentlichung in den USA fand am 6. August 2019 statt.
Außerdem gab der US-amerikanische Disney Channel bekannt, dass der Film der meistgeschaute Disney Channel Original Movie in der Video-on-Demand Plattform des Senders, DisneyNOW sei.
Die deutsche Erstausstrahlung fand am 13. März 2020 auf dem deutschen Disney Channel statt und wurde von 0,44 Millionen Zuschauern verfolgt. Die DVD zum Film erschien am 16. April 2020 in Deutschland. Bereits zur Veröffentlichung des Filmes in den Vereinigten Staaten und Kanada auf Disney+ am 2. Februar 2020 war die deutsche Synchronisation verfügbar, davor schon in Australien und Neuseeland am 19. November 2019.

## Soundtrack
Der Soundtrack zum Film wurde am 2. August 2019 in den Vereinigten Staaten und in Deutschland veröffentlicht. Im November 2024 wurde er im Vereinigten Königreich mit einer Goldenen Schallplatte ausgezeichnet.

### Trackliste
1. Good to Be Bad – Dove Cameron, Sofia Carson, Cameron Boyce, Booboo Stewart, Jadah Marie & Anna Cathcart
2. Queen of Mean – Sarah Jeffery
3. Do What You Gotta Do – Dove Cameron & Cheyenne Jackson
4. Night Falls – Dove Cameron, Sofia Carson, Booboo Stewart, Cameron Boyce, Thomas Doherty, China Anne McClain & Dylan Playfair
5. One Kiss – Sofia Carson, Dove Cameron & China Anne McClain
6. My Once Upon a Time – Dove Cameron
7. Break This Down – Dove Cameron, Sofia Carson, Booboo Stewart, Cameron Boyce, China Anne McClain, Mitchell Hope, Thomas Doherty, Dylan Playfair, Sarah Jeffery, Jadah Marie, Brenna D'amico & Zachary Gibson
8. Dig a Little Deeper – China Anne McClain
9. Did I Mention – Mitchell Hope
10. Rotten to the Core (D3 Remix) – Dove Cameron, Sofia Carson, Booboo Stewart, Cameron Boyce, China Anne McClain, Thomas Doherty, Sarah Jeffery & Jadah Marie
11. Happy Birthday – Sarah Jeffery
12. VK Mashup – Dove Cameron, Sofia Carson, Cameron Boyce, Booboo Stewart
13. Descendants 3 Score Suite – David Lawrence

### Singles
Als erste Single des Albums wurde am 31. Mai 2019 Good to Be Bad gemeinsam mit dem Musikvideo veröffentlicht. Als zweite Single erschien am 19. Juli 2019 VK Mashup. Die restlichen offiziellen Musikvideos wurden am 2. August im Anschluss an die US-Premiere auf dem offiziellen YouTube-Kanal von Disney Music Vevo hochgeladen. Der erfolgreichste Song in den Billboard Hot 100 war Queen of Mean, gesungen von Sarah Jeffery, der Platz 49 erreichte. Das Lied Break This Down wurde im Oktober 2023 mit einer Goldenen Schallplatte in den USA ausgezeichnet.

## Fortsetzung
Das Spin-off Descendants: The Rise of Red ist am 12. Juli 2024 auf Disney+ erschienen.